# أتوشا (محطة مترو أنفاق مدريد)
أتوشا (بالإسبانية: Estación del Arte)‏ هي محطة مترو أنفاق في مدريد في إسبانيا، تقع على الخط رقم 1.